# Дамбах (Німеччина)
Дамбах (нім. Dambach) — громада в Німеччині, розташована в землі Рейнланд-Пфальц. Входить до складу району Біркенфельд. Складова частина об'єднання громад Біркенфельд.
Площа — 2,98 км2. Населення становить 144 ос. (станом на 31 грудня 2020).